# Sistema termodinámico
Un sistema termodinámico es una parte del universo que se aísla para su estudio.
Este aislamiento se puede llevar a cabo de una manera real, en el campo experimental, por ejemplo una máquina térmica, o de una manera ideal como cuando se trata de abordar un estudio teórico y práctico.
De manera más específica, se puede definir un sistema termodinámico como un cuerpo de materia y/o radiación, confinado en el espacio por paredes con permeabilidades definidas que lo separan de su entorno. El entorno puede incluir otros sistemas termodinámicos o sistemas físicos que no son sistemas termodinámicos.
En ocasiones, la pared de un sistema termodinámico puede considerarse imaginaria o virtual para facilitar el estudio de una parte de un sistema termodinámico mayor. En este caso dicha pared se considera "permeable" a toda la materia, toda la radiación y todas las fuerzas que puedan interactuar con el sistema.
El estado de un sistema termodinámico se puede describir completamente de distintas maneras y todas las descripciones pueden ser igualmente válidas. Para 
definir el estado de un sistema termodinámico basta con elegir el conjunto de diferentes variables de estado termodinámico apropiadas.

## Historia
El primero en proponer el concepto de sistema termodinámico fue el físico francés Sadi Carnot. En el año 1824 publicó sus reflexiones sobre la potencia motriz del fuego estudiando lo que él llamó la sustancia de trabajo en un cuerpo de vapor de agua, en las máquinas de vapor. Su trabajo consistió en evaluar la capacidad de este tipo de sistemas para realizar un trabajo mecánico cuando se le aplica calor. La sustancia de trabajo (en este caso vapor de agua) podía ponerse en contacto con un depósito o fuente de calor (una caldera), un depósito o fuente fría de calor (una corriente de agua fría) o un pistón (sobre el cual el cuerpo de trabajo podría trabajar empujándolo).

En 1850, el físico alemán Rudolf Clausius generalizó esta definición para incluir el concepto de entorno y comenzó a referirse al sistema como un "cuerpo de trabajo". En su artículo de 1850 sobre la fuerza motriz del calor, Clausius escribió:

Diagrama de motor de Carnot (moderno). Se aprecia cómo el calor fluye desde una fuente de calor de alta temperatura: T_{H}, a través del fluido del "cuerpo de trabajo" (sustancia de trabajo) y hacia el disipador frío: T_{C}, lo que obliga a la sustancia de trabajo a realizar trabajo mecánico: W en el entorno, a través de una sucesión de ciclos de compresiones y expansiones.

“Con cada cambio de volumen (para el cuerpo de trabajo) una cierta cantidad de trabajo debe ser realizado por el gas o sobre él ya que por su expansión vence una presión externa, dado que su compresión sólo puede ser provocada por el ejercicio de una fuerza externa. A este exceso de trabajo realizado por el gas o sobre él debe corresponder, según nuestro principio, un exceso proporcional de calor consumido o producido, y el gas no puede ceder al "medio circundante" la misma cantidad de calor que recibe".
El artículo Motor térmico de Carnot muestra el diagrama original de pistón y cilindro utilizado por Carnot al discutir su motor ideal. A continuación, vemos como se modela actualmente el motor de Carnot:

## Clasificación
Los sistemas termodinámicos se clasifican según el grado de aislamiento que presentan con su entorno. Aplicando este criterio pueden darse tres clases de sistemas:
- Sistema aislado: Es aquel que no intercambia ni materia ni energía[2] con su entorno, es decir, se encuentra en equilibrio termodinámico con este. Un ejemplo de esta clase podría ser un gas encerrado en un recipiente de paredes rígidas lo suficientemente gruesas (paredes adiabáticas) como para considerar que los intercambios de energía calorífica[3] sean despreciables y que tampoco puede intercambiar energía en forma de trabajo de ninguna clase.

- Sistema cerrado: Es el que puede intercambiar energía pero no materia con el exterior. Multitud de sistemas se pueden englobar en esta clase. Una lata de sardinas también podría estar incluida en esta clasificación.[4]

- Sistema abierto: En esta clase se incluyen la mayoría de sistemas que pueden observarse en la vida cotidiana. Por ejemplo, un vehículo motorizado es un sistema abierto, ya que intercambia materia con el exterior cuando es cargado, o su conductor se introduce en su interior para conducirlo, o es provisto de combustible al repostarse, o se consideran los gases que emite por su tubo de escape pero, además, intercambia energía con el entorno.[5] Solo hay que comprobar el calor que desprende el motor y sus inmediaciones o el trabajo que puede efectuar acarreando carga.

Existen otros criterios para la clasificación de sistemas. La homogeneidad que pueda presentar un sistema es uno de ellos. De esta manera se habla de sistemas:
- Homogéneos, si las propiedades macroscópicas de cualquier parte del sistema son iguales en cualquier parte o porción del mismo.[6] El estado de agregación en el que puede presentarse el sistema puede ser cualquiera. Por ejemplo, una sustancia sólida, pura, que se encuentra cristalizada formando un monocristal es un sistema homogéneo, pero también lo puede ser una cierta porción de agua pura o una disolución, o un gas retenido en un recipiente cerrado.

- Heterogéneos, cuando no ocurre lo anterior, como por ejemplo, un líquido en presencia de su vapor[6]

En Termodinámica, los sistemas elegidos para su estudio presentan, usualmente, una especial simplicidad. Los sistemas que se estudian son, generalmente, aquellos cuyo estado queda perfectamente determinado por un conjunto de variables de estado. Por ejemplo, el estado de un gas puede ser descrito perfectamente con los valores de la presión que hay en el mismo, la temperatura que presenta y el volumen que ocupa. En esta clase de sistemas, las variables no son absolutamente independientes, ya que existen ligaduras entre ellas que pueden ser descritas mediante ecuaciones de estado.

## Sistemas en equilibrio
Por definición, en el equilibrio termodinámico las propiedades de un sistema no varían en el tiempo. Los sistemas en equilibrio son mucho más simples y fáciles de entender que los sistemas que no están en equilibrio. En algunos casos, cuando se analiza un proceso termodinámico, se puede suponer que cada estado intermedio que se da en el proceso mientras evoluciona entre el estados inicial y final, está en equilibrio. Esta suposición simplifica considerablemente el análisis del proceso pero no deja de ser una idealización de la realidad.
En sistemas aislados se observa constantemente que, a medida que pasa el tiempo, los reordenamientos internos disminuyen y se acercan a condiciones estables, las presiones y las temperaturas tienden a igualarse y la materia se ordena en una o varias fases relativamente homogéneas.
Un sistema en el que todos los procesos susceptibles de cambio prácticamente se han completado se considera en un estado de equilibrio termodinámico. Las propiedades termodinámicas de un sistema en equilibrio no cambian en el tiempo. Los estados de equilibrio del sistema son mucho más fáciles de describir de manera determinista que los estados de no equilibrio.
Para que un proceso sea reversible, cada paso del proceso debe ser reversible. Para que un paso en un proceso sea reversible, el sistema debe estar en equilibrio durante todo el paso. Ese comportamiento ideal no se puede lograr en el mundo real porque no se puede dar ningún paso sin perturbar el equilibrio del sistema, pero se puede alcanzar el ideal suponiendo cambios extremadamente lentos.

## Paredes termodinámicas

Animación: contracción y expansión de un gas en un sistema cerrado de paredes móviles.

Para la descripción de las relaciones existentes entre los sistemas termodinámicos y su entorno, se define el contorno termodinámico como un conjunto de paredes termodinámicas cerradas entre sí de forma que, además de delimitar y confinar al sistema, nos informan sobre los equilibrios que pudiera tener el sistema con el resto del universo. 

### Paredes restrictivas o ligaduras
- Adiabáticas: No permiten el paso de energía térmica (calor).
- Rígidas: No pueden desplazarse, es decir, no permiten el cambio de volumen del sistema.
- Impermeables: No permiten el paso de materia.

### Paredes permisivas o contactos
- Diatérmicas: Permiten el paso de energía térmica.
- Móviles: Pueden desplazarse.
- Permeables: Permiten el paso de materia.